# Cratere Deutsch
Deutsch è un cratere lunare di 73,33 km situato nella parte nord-occidentale della faccia nascosta della Luna.
Il cratere è dedicato all'astronomo statunitense Armin Joseph Deutsch.

## Crateri correlati
Alcuni crateri minori situati in prossimità di Deutsch sono convenzionalmente identificati, sulle mappe lunari, attraverso una lettera associata al nome.
| Deutsch | Coordinate             | Diametro (in km) |
| ------- | ---------------------- | ---------------- |
| F       | 24°22′12″N 112°22′12″E | 29,79            |
| L       | 22°44′24″N 111°25′48″E | 31,34            |